# 雅科夫·戈托瓦茨
雅科夫·戈托瓦茨（1895年10月11日—1982年10月16日)，克罗地亚作曲家。原先学习法律，后来到维也纳学习音乐。回国后在希贝尼克创建了音乐协会，后来又到萨格勒布任剧院指挥。他的作品为晚期浪漫主义，经常采用克罗地亚民间音乐，风格通俗易解。他的歌剧《诙谐者埃罗》是最著名的克罗地亚民族歌剧。